# قشلاق (أسكو)
قشلاق هي قرية في مقاطعة أسكو، إيران. عدد سكان هذه القرية هو 274 في سنة 2006.